# Metro de Bogotá
El Metro de Bogotá es un proyecto de transporte ferroviario urbano que abastecerá a la ciudad de Bogotá, Colombia y su área metropolitana. Según el Plan de Ordenamiento Territorial (POT), el sistema contará con cinco líneas. Actualmente la Línea 1 se encuentra en construcción, mientras que la Línea 2 está en licitación.
Su construcción empezó el 20 de octubre de 2020 y se espera que comience su operación comercial en marzo de 2028.

## Historia
El debate sobre la necesidad y factibilidad de la construcción de un sistema de tren metropolitano para Bogotá se inició en los años 1940, esto a raíz de la alta demanda del Tranvía de Bogotá y el enterramiento de sus rieles durante la alcaldía de Fernando Mazuera. Así mismo, desde la liquidación de los ferrocarriles nacionales, se han realizado numerosos estudios para la implementación de un sistema de transporte masivo que integre un tren metropolitano. [cita requerida]
En una breve síntesis, el primer diseño de metro para Bogotá se consiguió en 1996 durante la primera alcaldía de Antanas Mockus, administración que contrató a la agencia japonesa JICA quienes elaboraron el Plan Maestro de Transporte Urbano de Santafé de Bogotá. Sin embargo el metro no se concretó en ese entonces, y su construcción pasó a convertirse en el proyecto bandera de los alcaldes que le sucedieron, siendo estos: Samuel Moreno, Gustavo Petro, Enrique Peñalosa, Claudia López Hernández y Carlos Fernando Galán.

### Década de 1940
En 1942 cuando Bogotá tenía 400 000 habitantes, el tranvía prestaba el servicio de transporte público, con una alta demanda (200 000 pasajeros/día). El alcalde Carlos Sanz de Santamaría realiza la primera propuesta para construir un metro en Bogotá. Tras El Bogotazo del 9 de abril de 1948, el alcalde Fernando Mazuera contrató a Le Corbusier para hacer los estudios de reconstrucción de la ciudad, dando origen al Plan Piloto de Bogotá que establecía repotenciar las vías férreas nacionales existentes. Posteriormente, Le Corbusier asesoro a su discípulo Josep Lluís Sert y al arquitecto alemán estadounidense Paul Lester Wiener de la Town Planning Associates TpA quienes en 1951 entregaron a la ciudad el Plan Regulador que proponía la construcción de una nueva línea de ferrocarril netamente urbano.

### Década de 1950
En los años 1950, durante el gobierno de Gustavo Rojas Pinilla se inició el proceso para contratar los estudios del Metro de Bogotá con la compañía del Metro de Nueva York, pero su renuncia obligada dio fin a la iniciativa. Para 1955, el modelo de transporte por medio de solo buses se instaló en la ciudad. 

### Década de 1960
En 1963 Con cerca de 1,6 millones de habitantes, el alcalde Jorge Gaitán Cortés propone la construcción del Metro y el Tren de Cercanías para atender las necesidades de una ciudad en crecimiento.
En 1966 se propuso la construcción de una primera línea de Metro por la Avenida Caracas entre calles 68 y 22 sur. Un trazado de 12 km y cinco estaciones.
En 1968 el alcalde Virgilio Barco reservó US$200 000 para hacer un estudio sobre el sistema de transporte masivo para Bogotá.

### Década de 1970
En los años 1970, se estableció la idea de retomar las vías férreas inutilizadas de la ciudad para que sirvieran como plataforma del eventual metro.

### Década de 1980
En 1981, el director de Fedesarrollo Miguel Urrutia Montoya, durante el gobierno de Julio César Turbay y la alcaldía de Hernando Durán Dussán, realizó estudios sobre estimativos de costos para cinco alternativas de metro, las cuales fueron archivadas.[cita requerida]  Proponía un periodo de construcción de 5 años, con entrega en 1986, de la primera línea o ‘línea prioritaria’ como es llamada en los estudios. Esta línea tenía un coste aproximado de USD $797 millones[cita requerida]. A pesar de estar cerca de convertirse en realidad, diversos retrasos y complicaciones, más la discusión que surgió en torno a la posible realización del Mundial de fútbol de 1986 en Colombia, impidieron que los recursos estuvieron listos para la construcción. La Tragedia de Armero, la Toma del Palacio de Justicia y la prioridad del Metro de Medellín durante el gobierno de Belisario Betancur con la siguiente declaración de Belisario Betancur al exalcalde de Bogotá Hisnardo Ardila Díaz: “Dejémoslo para el próximo gobierno”, fueron otros dos sucesos que influyeron fuertemente en la economía del país y en los recursos de esta obra. 
En 1987 seis países formularon propuestas para la construcción del Metro de Bogotá.
En 1988 durante el gobierno de Virgilio Barco se anunció la negociación con firma italiana Intermetro para la construcción del Metro.

### Década de 1990
En 1990, durante la alcaldía de Juan Martín Caicedo Ferrer, se logró establecer un acuerdo con el Gobierno Nacional sobre los aspectos técnicos y jurídicos de la realización del metro. Sin embargo, no se logró un consenso en el aspecto económico, especialmente en el método de financiamiento. Se estudiaron treinta posibilidades de financiamiento, entre ellas la sobretasa a la gasolina. Por esto, más la inestabilidad económica y de seguridad del país, el proyecto fue aplazado indefinidamente.
En 1991, Jaime Castro Castro estableció no obstante el Proyecto Metro de Bogotá y creó la empresa del mismo nombre para llevar a cabo estudios de factibilidad, financiación y construcción del sistema masivo de transporte.[cita requerida]
Durante 1996 y 1997 el Departamento Administrativo de Planeación Nacional contrató a Fedesarrollo para realizar estudios para definir la estrategia financiera e institucional del Sistema Integrado de Transporte Masivo (SITM) y el desarrollo de la primera línea del metro para Bogotá, la cual serviría de base para la ejecución de etapas posteriores. Antes del estudio el gobierno nacional se había comprometido a pagar el 70% del costo total de la obra. [cita requerida] Aunque el estudio de Fedesarrollo concluyó que el metro si debía construirse, el gobierno consideró los costos propuestos como desmedidos.
Sin embargo, a finales de los años 1990 la economía nacional pasó por una recesión que agravó la situación fiscal de la Nación. La situación fiscal de Bogotá también se vio afectada por esta recesión; los ingresos no crecieron como se esperaba y hubo déficit en las finanzas, obligando a una reducción en los gastos de inversión.[cita requerida] Adicionalmente, la crisis en el Instituto de Seguros Sociales (ISS) llevó al gobierno a desviar importantes recursos a esta institución para evitar su colapso financiero. Como consecuencia de esta crisis, el gobierno se vio forzado a salir al mercado a buscar recursos para financiar el déficit nacional, en vez de recurrir como acostumbraba a las reservas del ISS para financiar estos déficits (usando las reservas del ISS en inversiones forzosas o convenidas en títulos de tesorería del gobierno nacional). Esto presionó las tasas de interés, lo cual empeoró aún la ya pobre situación de la economía nacional.
Estas coyunturas forzaron al aplazamiento de la construcción del Metro y a la puesta en marcha de una solución alternativa para el problema de transporte masivo en Bogotá, lo cual resultó en la implementación del sistema TransMilenio.
Es notable que, El Estatuto Nacional de Transporte Ley 336 de 1996, comúnmente llamada Ley de Metros, obliga al gobierno nacional a contribuir de manera importante en la financiación de la construcción del tren metropolitano de la capital de Colombia.

### Década de 2000
El 2 de noviembre de 2007, el Concejo de Bogotá aprobó dentro del presupuesto de 2008 una partida para el estudio de factibilidad de construcción del metro. Al día siguiente, una semana después, el entonces presidente Álvaro Uribe Vélez avaló la iniciativa de construir el Metro de Bogotá con varias condiciones: que siga adelante la construcción de la Fase 3 del sistema TransMilenio tal como está previsto, y que el Metro sea autosostenible.
La licitación para el diseño de la obra fue abierta por la Alcaldía de Bogotá el día 19 de marzo de 2008 y se cerró a finales de abril. Inicialmente, 56 firmas de 27 países se presentaron a la licitación,. En mayo, la lista se redujo a seis firmas finalistas. De esta selección, sólo tres firmas cumplieron con todos los requisitos exigidos para obtener la financiación del Banco Mundial: Ineco-Metro de Madrid, Davies and Gleave (Inglaterra) y Sener-Transporte Metropolitano de Barcelona, obteniendo esta última la adjudicación de los diseños iniciales Este consorcio obtuvo un plazo de un año, hasta junio de 2009, para definir el trazado de la primera línea del metro, el costo del pasaje, el valor de la obra y los aportes de la Nación y del Distrito para iniciar la construcción a finales del año 2011. Esto debía incluir también la integración de la primera línea del metro con las rutas de buses urbanos, TransMilenio y el Tren de Cercanías de la Sabana de Bogotá.
Los primeros retrasos se evidencian cuando, luego de obtener del distrito la cifra de 19 600 millones de pesos (o 9,9 millones de dólares) para la realización de los estudios, Sener-Transporte Metropolitano de Barcelona aseguró que no estarían listos antes del 20 de julio de 2009, pasado el plazo de tiempo establecido y de tres aplazamientos subsecuentes. Planeación Nacional planteó a su vez abiertamente la obligatoriedad de solucionar problemas técnicos antes de aprobar cualquier financiación de la obra por parte del gobierno.

#### Propuesta de primera línea
El 19 de agosto de 2009, la empresa Sener-Transporte Metropolitano de Barcelona (TMB), determinó cuatro posibles rutas del Metro de Bogotá, siendo la principal una que comenzaría en la Carrera Séptima con Calle 127, empalmando con la Avenida Boyacá, cruzando su trazado hacia el sur hasta la localidad de Usme, en su cruce con la Avenida Caracas. Asimismo, se señalaron otras vías como la Primero de Mayo, la Avenida 68, y la Carrera 13, en la totalidad de sus recorridos, y un plan de desarrollo a futuro hasta el año 2038. Moreno, en contraste, había propuesto previamente que la primera línea fuera desde Kennedy por la Avenida del Ferrocarril hasta la Estación de la Sabana en la Calle 13 o Avenida Colón, de allí hasta la carrera Séptima y luego hacia el norte a lo largo de la Séptima hasta la Calle 72, desde allí hasta Engativá,
Una semana después el alcalde Samuel Moreno reveló oficialmente la primera línea de Metro, luego de reunirse con el gobierno de Álvaro Uribe Vélez, en esta presentación la línea de metro era subterránea en su mayoría. El trayecto partiría desde el Portal Américas del sistema TransMilenio, recorriendo la Avenida Villavicencio y la Avenida Primero de Mayo hasta la Avenida 68, tomando desde allí el antiguo corredor férreo hasta conectarse con el Tren de Cercanías de la Sabana de Bogotá, y desde allí conectarse, tras pasar por la Estación de la Sabana, hacia la Plaza de Bolívar (vía Calle 10). Desde allí toma las carreras 7.ª, 13 y 11 hasta llegar a la Calle 127. Sin embargo, el alcalde electo de Bogotá, Gustavo Petro, dijo que es necesario que la primera línea del metro se extienda hasta la localidad de Suba.
El costo de la primera línea, según esta propuesta, ascendería a 13,9 billones de pesos (unos 3920 millones de dólares), con 27 kilómetros, 20 de ellos subterráneos. El costo sería financiado en un 70% por el gobierno nacional, y habría dineros para vigencias futuras a partir de 2016, cuando la primera línea ya haya sido puesta en servicio. Este valor difiere con respecto a otros proyectos similares en otros lugares, como por ejemplo la primera línea de metro en Quito debido a, entre otras cosas, el tipo de suelo en el que se encuentra Bogotá.

### Década de 2010

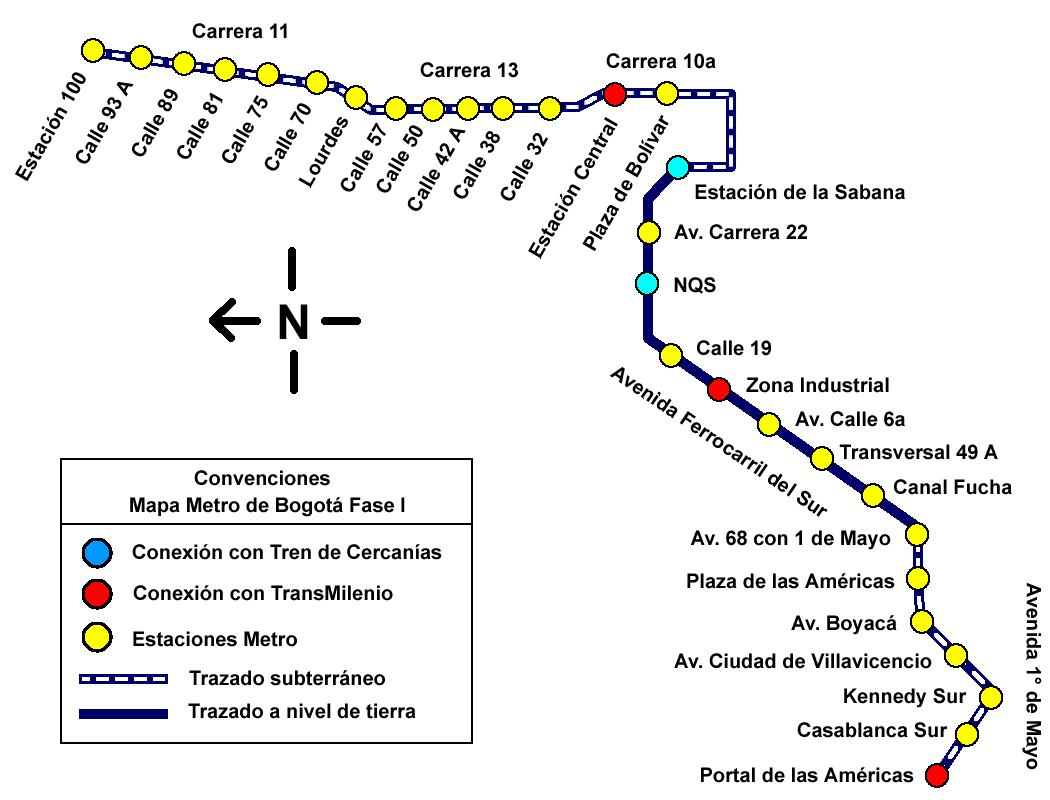
Propuesta del Mapa de la primera fase del Metro de Bogotá en obra (2011-2016).

#### Aprobación de recursos para construcción
En rueda de prensa en la Casa de Nariño en 2010, la Alcaldía Mayor y la Nación, lograron un acuerdo donde el gobierno nacional autorizó 300 000 millones de pesos anuales a partir de 2016 hasta 2032 para la movilidad en el Distrito Capital, donde se incluyó la construcción de la primera línea del metro, la implementación del Sistema Integrado de Transporte Público y adecuación de TransMilenio. Esto quedó estipulado en el documento CONPES que expedido el 19 de julio de 2010.
Moreno obtuvo entonces vía libre para contratar los estudios de ingeniería de detalle de la primera línea, continuando así con el cronograma, pero simultáneamente debería  recalcular el modelo de demanda de pasajeros. Dentro del acuerdo se especifican 40 000 millones de pesos anuales adicionales para el Tren de Cercanías, y sugirieron al gobernador de Cundinamarca, Andrés González, estudiar alternativas de tren de más bajo costo.

#### Carrusel de la contratación
A pesar de los avances, desde 2009 se empezaron a detectar problemas con el proyecto. Las más importantes críticas se centraron en la ‘improvisación’ denunciada por el representante a la Cámara, Simón Gaviria, quien señaló irregularidades en la etapa de diseños. Esto se unió a otras denuncias de incertidumbre financiera, técnica e incluso de liderazgo por parte de Moreno para sacar adelante el proyecto del Metro para Bogotá.
El proyecto sufrió una paralización en 2011, luego de que Samuel Moreno fuera suspendido de su cargo como alcalde de Bogotá y detenido en prisión por su participación en el Carrusel de la Contratación. Este escándalo de corrupción llevó al aplazamiento de proyectos de infraestructura del país, incluyendo el metro, y a un estancamiento de la infraestructura de Bogotá. Además, el postergamiento de al menos 5 años en la construcción del metro continuó generando pérdidas económicas a la ciudad y a productividad de sus habitantes, puesto que el metro se ha venido exponiendo como un punto clave para la mejora del transporte público en Bogotá.

#### Periodo 2012 - 2015
El 5 de mayo de 2013, el alcalde Gustavo Petro anunció el "acuerdo definitivo" para la construcción del metro. Dicho acuerdo validaría los estudios de ingeniería previos a la construcción la cual iniciaría en septiembre de 2014. 4 días después, el alcalde firmó el inicio de los estudios definitivos de la obra. Estos serían entregados en 15 meses a partir de la firma del contrato, es decir, en septiembre de 2014.
El 7 de octubre de 2014 el alcalde presentó los estudios finales para la construcción del Metro de Bogotá. Estos estudios planteaban un metro subterráneo. El costo estimado de la obra es de 15 billones de pesos (unos 7000 millones de dólares), el cual presentaba un aumento considerable en el monto anunciado en la propuesta inicial de 2009. La fecha de entrega de la obra estipulada es en el año 2021. El Decreto 469 de 2013, expedido durante la alcaldía, «Revisión del Plan de Ordenamiento Territorial de Bogotá D.C.», definió el Sistema de Movilidad de la capital y considera el Metro de Bogotá como el principal componente del sistema de transporte de la ciudad junto con otros sistemas de transporte como TransMilenio y el Tren de Cercanías. 
Al terminar el periodo administrativo, Petro no logró culminar la propuesta de construcción de metro de Bogotá con la que impulsó su campaña a la alcaldía en las elecciones locales de Bogotá de 2011.

#### Periodo 2016 - 2019

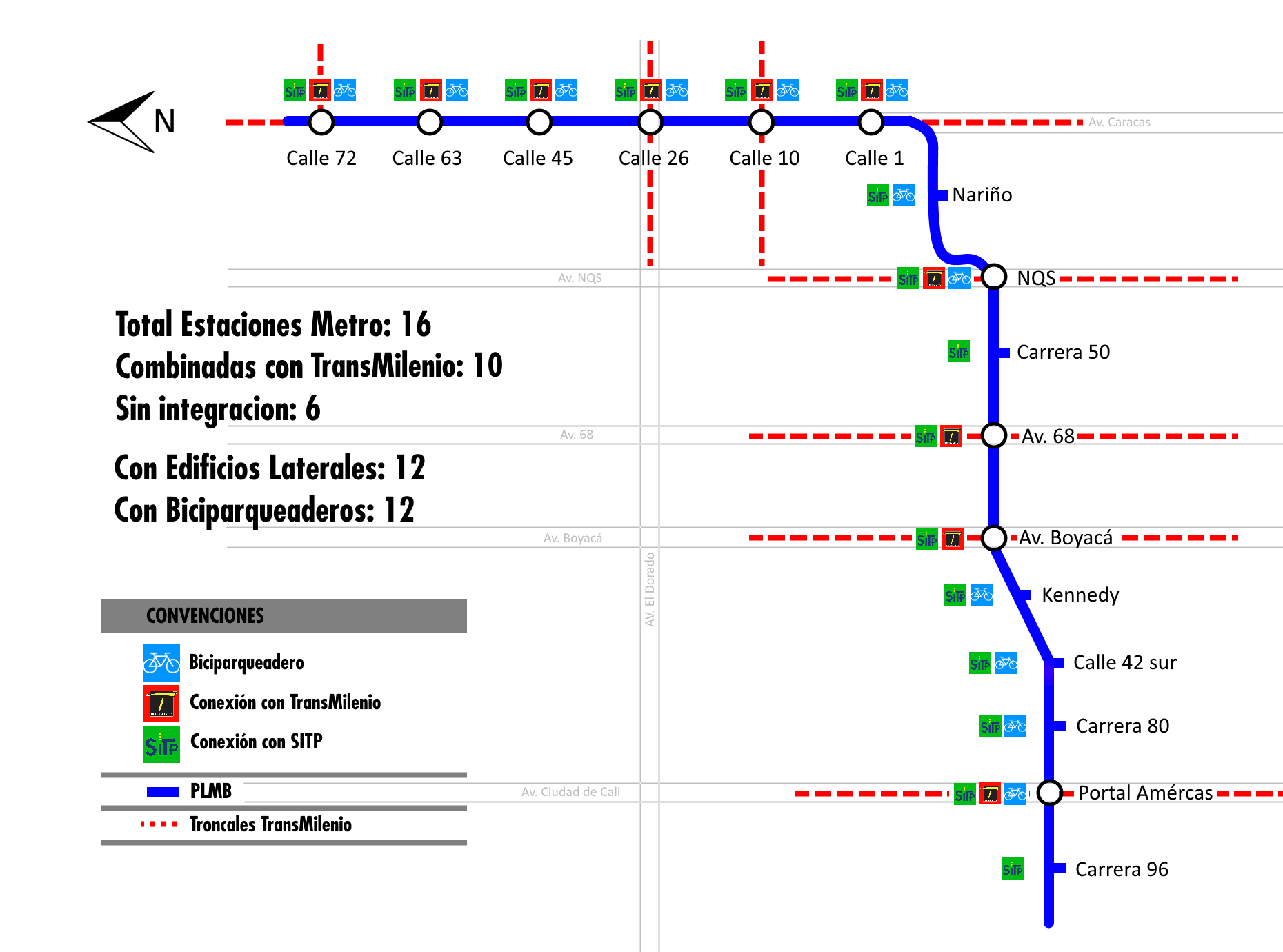
Proyección de la Primera Línea de Metro de Bogotá con 16 estaciones, 10 de ellas integradas con troncales de TransMilenio, y 28 edificios de acceso.

El 4 de abril de 2016 la segunda alcaldía de  Enrique Peñalosa dio a conocer el diseño de las estaciones de la primera línea del metro. Este diseño plantea un metro elevado, más económico que el subterráneo que lo precedía. El 25 de abril, el Concejo de Bogotá aprobó en sesión plenaria la creación de la empresa «Metro de Bogotá S.A.» después de haber convocado a sesiones extras el 25 de febrero y se anunciara que la junta directiva de la empresa estaría compuesta en un 70% por miembros dispuestos por el Gobierno Nacional y en un 30% por el Distrito ya que de esa manera se repartió la financiación de la obra y que sería una empresa independiente a los demás organismos distritales después un análisis técnico y jurídico entre el Distrito y el Gobierno Nacional.
El 17 de septiembre de 2016, el alcalde, junto al gobierno de Juan Manuel Santos realizaron la presentación del trazado definitivo del metro, además, se reveló que la extensión de la primera línea aumentó, pues iría desde el Portal Américas hasta la calle 127 con autopista Norte. Se anunció que la construcción del metro se haría en tres fases: la primera fase iría desde el Portal Américas hasta la avenida Caracas a lo largo de la avenida Primero de Mayo; la segunda irá hasta la calle 72 a lo largo de la avenida Caracas; y la tercera fase comprende el metro hasta la calle 127 con autopista Norte. Adicionalmente, el presidente Santos anunció que en el mes de octubre expediría el documento CONPES con el que se aseguran los recursos para la construcción del metro. Finalmente, el CONPES se expidió en enero del 2017 aprobando recursos para el metro de Bogotá y otros sistemas de transporte de pasajeros de la ciudad y la Sabana de Bogotá.
Luego de que el Concejo de la ciudad aprobara las vigencias futuras para la construcción del metro, el presidente aprobó las vigencias futuras correspondientes a la Nación. Con los recursos asegurados por ambas partes en noviembre de 2017 se firmó convenido de cofinanciación aprobado por el Consejo Superior de Política Fiscal (CONFIS) el cual tiene por objeto asegurar los recursos para la obra.

##### Licitación
En octubre de 2018 se hicieron públicos los requisitos que debían cumplir los interesados en participar en la licitación del diseño, construcción, operación y mantenimiento del metro de Bogotá. Finalmente en noviembre del mismo año, representantes de 102 empresas interesadas en participar asistieron a la audiencia de aclaración sobre el reglamento de precalificación que consiste en el cumplimiento de ciertas características técnicas, financieras y legales para participar en la licitación.
En febrero de 2019, siete grupos internacionales oficializaron sus solicitudes para participar en la licitación pública con el fin de construir y operar la primera línea del metro de Bogotá. Estas empresas debieron reunir acreditaciones y crear consorcios para demostrar que contaban con la experiencia y la capacidad financiera requeridas para poder desarrollar el proyecto. El 28 de junio del mismo año el alcalde de la ciudad, junto con el presidente de la Nación, abrieron oficialmente la licitación internacional para seleccionar entre los 6 consorcios que resultaron aprobados el encargado de construir y operar la primera línea de metro de Bogotá. A finales de julio se abrió también la licitación de la interventoría del proyecto para las fases de diseño, construcción y los primeros años de operación y mantenimiento. En agosto de 2019, cinco de los consorcios quedaron en la lista de participantes en la licitación, luego de publicar los requisitos de recomposición interna en esta etapa de la licitación. El 3 de octubre, fecha en la cual se cerró la licitación internacional, se presentaron finalmente dos consorcios: «Metro de Bogotá», consorcio compuesto en su mayoría de capital mexicano, y «APCA Transmimetro» de capital chino. Finalmente, el 16 de octubre de 2019 se adjudicó la licitación al grupo «APCA Transmimetro» conformado por dos empresas de capital público chino Harbour Engineering Company Ltd con una participación del 85% y Xi‘An Metro Company con una participación del 15%.

##### Firma del contrato
El 27 de noviembre de 2019 se llevó a cabo la firma del contrato entre la Empresa Metro de Bogotá y la empresa «Metro Línea 1 S.A.S» como pasó a llamarse el grupo «APCA Transmimetro» al conformar una sociedad como exigencia establecida en los pliegos de licitación, encargada de llevar a cabo los diseños de detalle, construcción y operación de la primera línea del metro de Bogotá. La compañía china presentó la oferta más baja en los tres componentes: 4,07 billones de pesos para las obras civiles, 990 millones de dólares para el material rodante y 34 918 millones de pesos para la operación de la línea. El contrato obliga al contratista a hacer los diseños de detalle, teniendo como base los diseños de ingeniería básica avanzada que están en el banco de datos de la licitación.

### Década de 2020

#### Periodo 2020 - 2023
El 27 de enero de 2020, la alcaldesa anunció que se harían estudios para extender la primera línea del metro hasta la calle 100, con el fin de conectarla con la troncal de TransMilenio de la avenida 68. El estudio de esta extensión se llevará a cabo en convenio con la Financiera de Desarrollo Nacional, en un proceso mediante el cual también se buscará iniciar los estudios para la construcción de una segunda línea del metro que conecte con las localidades de Suba y Engativá.
En agosto de 2020, la empresa Metro eligió al consorcio que se encargará de llevar a cabo la interventoría del proyecto de la primera línea, en su etapa de construcción, fabricación de trenes, así como la supervisión de las pruebas técnicas y de los dos primeros años de operación comercial. El 20 de octubre del mismo año se llevó a cabo la firma del acta que dio oficialmente inicio a las actividades de diseño, construcción y operación de la línea de metro.
A finales del año 2020, la administración distrital anunció la que será la extensión de la primera línea del metro de Bogotá. La línea 1 llegará hasta la calle 100.
El 29 de junio de 2021 se anunció que con apoyo de la Nación, se construirá la línea 2 del metro, que será subterránea en 11,5 km de los 15,8 km de su recorrido y llegará a Suba, con estaciones en Engativá, Barrios Unidos y Chapinero. Se calcula que la Línea 2 del metro de Bogotá iniciará operación en el año 2030.

##### Inicio de la construcción
El 17 de agosto de 2021 inició formalmente la construcción del metro de Bogotá, con la construcción del patrio taller en la localidad de Bosa, considerado como el corazón de la Línea 1, con un área de 35,9 hectáreas. Donde se comenzó la adecuación del terrero para la llegada de las maquinarias.
El 25 de julio de 2023 comenzó la construcción del viaducto en la Avenida Villavicencio. Desde entonces, se han producido y colocado pilotes y se han realizado excavaciones para la subestructura del viaducto en los frentes de obra en otras avenidas de la ciudad como la Avenida Primero de Mayo y la Avenida Boyacá.
El 12 de noviembre de 2021 se firmó un contrato entre la Empresa Metro y la Financiera de Desarrollo Territorial (FINDETER) para adelantar los estudios y diseños de factibilidad de la extensión de la línea 1 en 2,8 km hacia el norte hasta la calle 100.
El 19 de octubre de 2023 se abrió la licitación internacional para la construcción de la segunda línea , que será subterránea. El proceso de licitación finalizaría en abril de 2024 y podían participar cuatro asociaciones precalificadas. Sin embargo, luego de una serie de denuncias por supuesto conflicto de intereses entre dos de las asociaciones preclasificadas, se prorrogó constantemente la fecha final de la licitación.

#### Periodo 2024 - 2027
En octubre de 2024 se confirmó que sí hubo un conflicto de intereses en el proceso de licitación de la línea 2 y se descalificaron del proceso a dos de las cuatro asociaciones participantes. Se espera que la nueva fecha de adjudicación del contrato sea en abril de 2025.
En enero de 2025 llegaron a Bogotá los primeros rieles y una semana después, comenzaron las primeras instalaciones de rieles en el patio taller. El 14 de abril se dieron a conocer las pruebas de los trenes realizadas en China.
El 24 de junio de 2025 se dieron a conocer las imágenes de los dos primeros trenes que formarán parte de la línea 1, los cuales se espera que lleguen a finales de septiembre para iniciar el periodo de pruebas.

## Líneas

### En construcción

#### Línea 1
Esta es la primera línea del sistema metro, su construcción comenzó el 20 de octubre de 2020. Su trazado es de 23.96 km, 16 estaciones y un patio taller. A junio de 2025 se encuentra con 57.57% de ejecución, a enero de 2023 la gestión predial ya se encontraba al 95%, un año antes de lo presupuestado.
Consta de dos tramos:
- Tramo 1: Av. 1 de Mayo - NQS - Avenida Calle 8 Sur - Calle Primera. Discurre de occidente a oriente.
- Tramo 2: Av. Caracas - Av. Paseo de los Libertadores. Discurre de sur a norte.

### En licitación

#### Línea 2
La Alcaldía Mayor anunció la firma del contrato para los estudios de prefactibilidad este corredor el 12 de abril de 2021. Atravesaría la ciudad desde el oriente con conexión con la línea 1 desde la Avenida Caracas, por la Avenida Chile hacia el occidente hasta la Avenida Ciudad de Cali hasta llegar a la futura extensión de la Avenida Suba en el Parque Fontanar del Río. Tendrá 11 estaciones, de las cuales 10 serán subterráneas. Provisionalmente se le ha asignado el color rojo en el mapa del metro.

### En proyecto

#### Línea 3
Según lo expresado por la alcaldesa Claudia López en el 2023, la tercera línea del metro iniciaría en Soacha, pasaría por Bosa y Villa del Río en donde tomaría la red férrea del sur existente hacia el centro de manera elevada hasta conectar con el RegioTram de Occidente. Esta Línea beneficiaría a la comunidad de Soacha que se moviliza por Bogotá, y a los habitantes de las localidades de Bosa, Kennedy, Puente Aranda, Los Mártires así como al municipio de Soacha. La prefactibilidad y el trazado fueron presentados en diciembre de 2023. Sin embargo, en el 2024 se anunció que se evaluaría el trazado dentro de Bogotá sin modificar lo planteado ya para el municipio de Soacha.

#### Extensión Línea 1
Se planea expandir la línea 1 hasta la calle 100 a través de la avenida Paseo de los Libertadores. Serviría a las localidades de Barrios Unidos, Chapinero, Usaquén y Suba. En el mes de noviembre de 2021 se anunció la firma del contrato para los estudios y diseños de los primeros 2,8 km de la extensión, hasta la calle 100. En marzo de 2025 la alcaldía otorgó el concepto favorable al originador China Harbour Engineering Company Limited Colombia (CHEC), que construye la línea 1 hasta la calle 78, para iniciar la fase de factibilidad de la extensión de la Línea 1 del Metro hasta la calle 100 bajo la modalidad de Asociación Público Privada.

#### Línea 4
Se planea construir una línea que atraviese la ciudad de norte a sur a través de la Av. Guaymaral y la Av. Boyacá. En diciembre de 2023 la alcaldesa Claudia López ratificó el proyecto, iniciando en Usme por toda la Avenida Boyacá hasta Torca. Esta troncal servirá a la población en las localidades de Usme, Ciudad Bolívar, Tunjuelito, Kennedy, Fontibón, Suba y Engativá.

## Estructuración financiera
El 25 de mayo de 2015, el Gobierno anunció que la Nación asumirá el 70% del costo de la obra. El presidente en aquel entonces manifestó el compromiso del Gobierno con el Metro durante la reunión de Consejo de Ministros celebrada en la Casa de Nariño, que se centró en los asuntos de Bogotá. En aquella vez, se resaltó, que en el Plan de Desarrollo se incluyeron varias herramientas y el Metro de Bogotá estaba incluido. El presidente Santos entregó de manera simbólica un "cheque" por 9,6 billones de pesos que corresponden al 70% del valor del proyecto, y requirió el compromiso de definir un CONPES de Movilidad antes de que entre en Vigencia la ley de garantías. Recordó que cuando fue elegido en 2010, se reunió con las autoridades locales de aquel entonces y se estimaron 6 billones de pesos para la obra, pero advirtió que en la actualidad (2015) es bastante más alta.
Según el director de Planeación Nacional (DNP) Simón Gaviria en mayo de 2015, "la Nación está lista para financiar el 70 por ciento de la iniciativa del sistema férreo nacional, eso incluye tres trenes de cercanías, un metro ligero y un metro pesado que iría de Bosa hasta la Calle 100". Los trenes de cercanías irían, desde Zipaquirá a Calle 100, otro de Soacha hasta la Avenida 68 con Primero de Mayo, y finalmente otro desde Facatativá hasta el aeropuerto Eldorado 2, luego Eldorado 1 y ahí a la Estación Lima.
La primera línea del sistema tendrá un costo de $563 000 millones de pesos por kilómetro (USD $171 millones por kilómetro) y $172,4 millones de pesos por pasajero (USD $55 000 por pasajero). Esto correspondería a una "solución de 136 kilómetros que moviliza 1,8 millones de pasajeros y utiliza el esquema de alianza público-privada para apalancar recursos de la Nación”. Entre los requisitos que puso el Gobierno Nacional al Distrito para desembolsar el dinero, se encuentran nombrar a un gerente y tener el 30% de financiación que le corresponde a la ciudad.

## Debate sobre el impacto del metro

### Elementos a favor
El principal beneficio del metro es el de complementar los sistemas TransMilenio y SITP con un modo adicional de transporte masivo de personas. Esto permitiría finalmente que Bogotá contara con un sistema multi-modal de transporte público: metro, TransMilenio, cable aéreo, buses SITP, bicicletas y ciclorrutas, y taxis. También se ha mencionado que, a pesar de los costos, se logran beneficios significativos por la inversión en infraestructura, tales como generación de empleo, reducción en tiempos de traslado, estimulación de la economía bogotana, mayores posibilidades de que las personas puedan conseguir empleo en lugares antes prohibitivos debido a los tiempos de transporte, la recuperación de las vías superficiales para uso peatonal, de bicicletas, automóviles y vehículos de servicios de emergencia, y el potencial crecimiento del turismo.
Según un análisis de impacto económico realizado por el IDU, el metro pasa la prueba incluso en un escenario en el que la demanda de pasajeros y la reducción en los tiempos de viaje sean de menos de la mitad de lo esperado. En este caso, el retorno de la inversión por cada peso invertido sería de entre 0,94 y 0,99 pesos.

### Críticas
Uno de los principales críticos de la construcción del metro para Bogotá es el exalcalde Enrique Peñalosa, quien afirma que "el gobierno distrital se está desperdiciando en temas como el metro, que hace lo mismo que el TransMilenio pero cuesta más, cuando hay graves situaciones como la de seguridad y espacio público". Peñalosa argumenta que no se justifica el costo diez veces mayor por kilómetro de metro (USD 100 millones/km en Sao Paulo) que el costo de TransMilenio (USD 10 millones/km), de donde se infiere que con el mismo presupuesto “se cubriría toda la ciudad con transporte masivo”. Peñalosa también analiza la capacidad de desplazamiento de personas con la misma inversión, y señala que en vez de movilizar 600,000 personas en metro, se puede expandir TransMilenio con el mismo presupuesto para transportar 3 millones de personas adicionales. Peñalosa argumenta finalmente que ninguna ciudad en el mundo ha descongestionado su tráfico con la construcción de un metro, señalando a sistemas de metro con longitudes de 400 km como el Metro de Londres que tampoco han solucionado la congestión vial de esa ciudad, recurriendo a peajes urbanos para descongestionar el centro.
El expresidente colombiano Álvaro Uribe Vélez sugirió concluir primero el proyecto original de desarrollo del sistema TransMilenio y luego pasar a pensar en la construcción del Metro.
La financiación también ha despertado críticas, ya que esta dependería en 70% de recursos del gobierno nacional. El exministro de hacienda Juan Camilo Restrepo advirtió que no está del todo claro cómo se distribuirán las vigencias futuras. Asimismo, Planeación Nacional afirmó que no hay vigencias disponibles hasta después del año 2016, cuando eventualmente culminarían la construcción de todas las fases del sistema TransMilenio.
Dos profesores estadounidenses se oponen rotundamente a la construcción del Metro: Ralph Gakenheimer, experto en transporte del Massachusetts Institute of Technology (MIT) considera que se debe ampliar el sistema TransMilenio y descartar al Metro por costos. Por su parte, el exasesor de la Alcaldía de Bogotá y considerado como uno de los gurú mundial del mercadeo, Phillip Kotler considera que el Metro es una trampa populista y un engaño.
Una vez fue presentada la propuesta inicial de primera fase del Metro en 2009, los exalcaldes de Bogotá Antanas Mockus, Luis Eduardo Garzón y Enrique Peñalosa, criticaron nuevamente el proyecto, destacando que el Metro dejaría a la ciudad sin recursos para terminar las fases futuras de TransMilenio, y advirtiendo que el Metro es un "lujo innecesario" por sus elevados costos.